# 麻雀グランプリMAX
麻雀グランプリMAX（マージャングランプリマックス）は、（株）JPMLが主催、日本プロ麻雀連盟が大会運営、龍龍と日本プロ麻雀連盟チャンネルの協力で開催している麻雀のタイトル戦で2005年に新設された。
本年度のリーグ戦及びタイトル戦成績上位者などが出場する。
- 出場資格（第14期現在）：前年度優勝者とタイトルホルダー、ならびに日本プロ麻雀連盟年間獲得ポイントランキング上位者など。
  - 九段予選出場条件（8名）:第14期に新設。一次予選のシードに入らない十段戦の現九段でかつポイントランキング上位8名者。
  - 一次予選出場条件（20名）：二次予選以上のシード権を有さない四大タイトル経験のある九段及び二次予選以上のシードに入らないポイントランキング上位者、その年度の新人王、同JPML WRCリーグ優勝者、地方リーグチャンピオンシップ優勝者（2016～2022、2024）、九段予選勝者4名。
  - 二次予選出場条件（20名）：一次予選の勝ち上がり10名、その年の女流桜花、同プロクイーン決定戦を制した連盟所属女流プロ、ベスト16シードに入らないポイントランキング上位者、特別シード選手。
  - ベスト16出場条件：二次予選の勝ち上がり10名、前年度優勝者、本年度のG1タイトル戦（鳳凰位・十段位・王位・マスターズ）を制した連盟所属プロ、ポイントランキング最上位。
- ルール：連盟公式ルール

九段予選は2卓各4回戦を戦ってトータル2着までが勝ち上がり。
一次予選からベスト8までは1卓につき5回戦を行い、上位2名ずつが勝ち上がり。
決勝戦はベスト8の勝ち上がりの4名で1日4回戦を2日間、計8回戦で行い、総合計ポイントトップが優勝となる他、優勝賞金として150万円が授与される。
2010年度からリニューアルされ、麻雀グランプリMAXという新しいタイトル戦として開催されている。
ニコニコ生放送やOPENREC（2019年度まではflesh）での配信は第9期までがベスト16からの配信だったが、第10期からは一次予選からの全対局を配信している。更に第13期からは新設した予備予選も配信している。

## 歴代グランプリ
- グランプリ2005（2005年度） 藤崎智
- グランプリ2006（2006年度） 荒正義
- グランプリ2007（2007年度） 沢崎誠
- グランプリ2008（2008年度） 前原雄大
- グランプリ2009（2009年度） 荒正義
- 第1期麻雀グランプリMAX（2010年度） 小島武夫
- 第2期麻雀グランプリMAX（2011年度） 勝又健志
- 第3期麻雀グランプリMAX（2012年度） 前原雄大
- 第4期麻雀グランプリMAX（2013年度） 前田直哉
- 第5期麻雀グランプリMAX（2014年度） 荒正義（グランプリから合わせて3期目）
- 第6期麻雀グランプリMAX（2015年度） 灘麻太郎
- 第7期麻雀グランプリMAX（2016年度） 佐々木寿人
- 第8期麻雀グランプリMAX（2017年度） 前原雄大（グランプリから合わせて3期目）
- 第9期麻雀グランプリMAX（2018年度） ダンプ大橋
- 第10期麻雀グランプリMAX（2019年度） 本田朋広
- 第11期麻雀グランプリMAX（2020年度）本田朋広 ※史上初の連覇（2期目）
- 第12期麻雀グランプリMAX（2021年度）二階堂瑠美（EX風林火山） ※初の女流優勝
- 第13期麻雀グランプリMAX（2022年度）HIRO柴田
- 第14期麻雀グランプリMAX（2023年度）HIRO柴田 ※史上2人目の連覇（2期目）
- 第15期麻雀グランプリMAX（2024年度）白鳥翔（渋谷ABEMAS）